# Pałac w Derewni
Pałac w Derewni – pałac Starzyńskich w Derewni, zniszczony podczas II wojny światwej.
Okazały dwukondygnacyjny pałac z majątkiem, na który składały się stawy rybne, park, kaplica oraz młyn. Po wkroczeniu Sowietów w 1939 pałac i kaplica zostały spalone, a w latach następnych doszczętnie zburzone. Niedługo potem zniszczeniu uległ również park.